# 피터 위트니

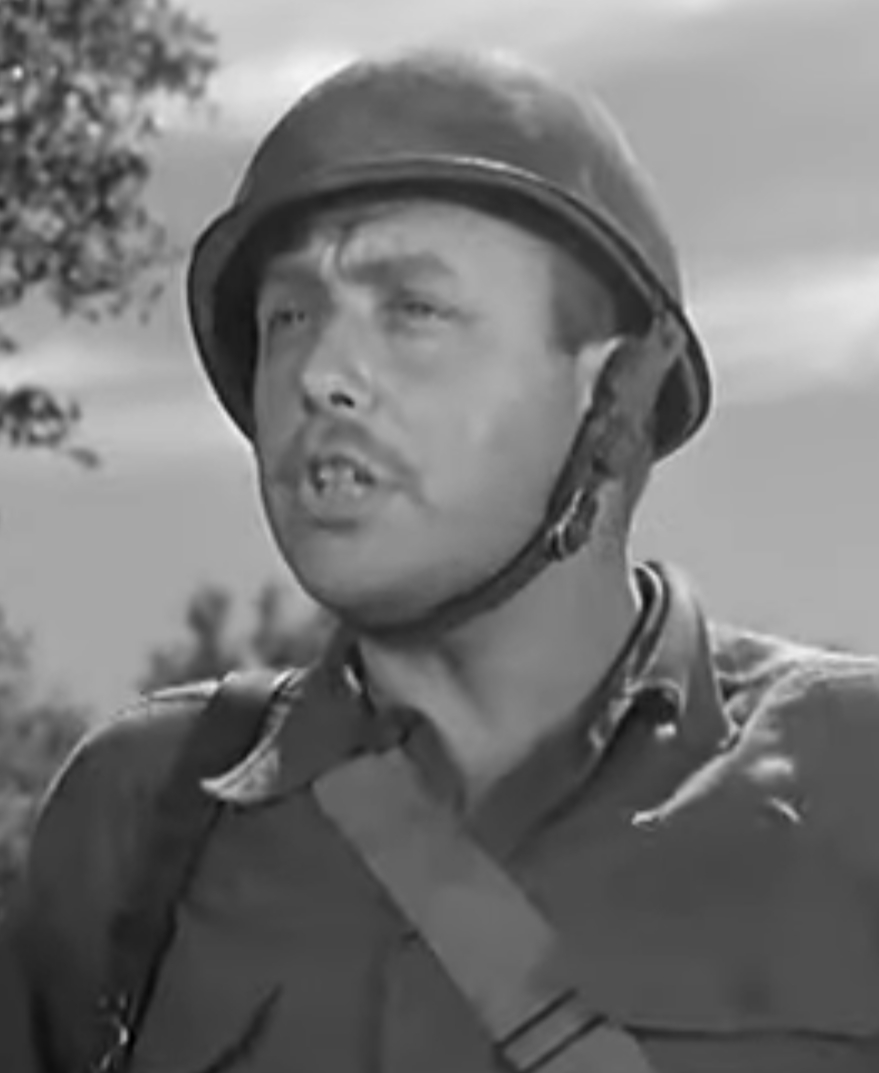

피터 휘트니(Peter Whitney, 1916년 5월 24일 ~ 1972년 3월 30일)는 미국의 배우이다.
샌타바버라에서 사망하였다. 사인은 심근 경색이다.

## 출연 작품
- 케이블 호그의 발라드 (1970년)
- 추바스코 (1968년)
- 밤의 열기 속에서  (1967년)
- 추격 (1959년)
- 부캐넌의 고독한 질주 (1958년)
- 서부의 파라딘 (1957년)
- 애혼 (1955년)
- 고릴라 앳 라지 (1954년)
- 슈퍼맨 - 54년작 5 (1954년)
- 빅 히트 (1953년)
- 형제는 용감했다 (1953년)
- 빅 짐 맥레인 (1952년)
- 노스웨스트 아웃포스트 (1947년)
- 미스터 스케핑튼 (1944년)
- 데스티네이션 도쿄 (1943년)
- 리오 리타 (1942년)
- 블루스 인 더 나잇 (1941년)

### 텔레비전
- 보난자 (1959년)
- 페리 메이슨 (1957년)
- 딜론 보안관 (1955년)
- 샤이안 (1955년)
- 비버리 힐빌리즈 (1962년)